# Collybus
Collybus is een monotypisch geslacht van straalvinnige vissen uit de familie van zilvervissen (Bramidae).

## Soort
- Collybus drachme (Snyder, 1904)